# Бурундийский конституционный референдум (2005)
Конституционный референдум в Бурунди проходил 28 февраля 2005 года для одобрения проекта новой Конституции страны. Конституция была одобрена 92 % голосов и вступила в силу 18 марта 2005 года.

## Новая Конституция
Предлагавшийся проект «Временная Конституции Республики Бурунди постпереходного периода» гарантировал двум основным этническим группам Бурунди хуту и тутси квоты в парламенте, правительстве и армии. Ранее тутси занимали доминирующее положение.
- Этнический состав Национального собрания Бурунди устанавливался следующим образом: 60 % хуту, 40 % тутси и 3 дополнительных места этнической группе тва.
- Сенат Бурунди делился пополам между хуту и тутси, три мест были также зарезервированы для тва.
- Военные посты делились поровну между хуту и тутси.
- Президент избирался в ходе всеобщих выборов. Президентские полномочия ограничивась двумя сроками.

## Предвыборная кампания
Большинство политических партий призывали голосовать за принятие новой Конституции. Лишь некоторые партии тутси были против, считая, что Конституция не даёт тутси достаточно гарантий.

## Результаты
| Да или нет                         | Голосов   | Процент  |
| ---------------------------------- | --------- | -------- |
| Да                                 | 2 607 852 | 92,02 %  |
| Нет                                | 226 235   | 7,98 %   |
| Недействительных голосов           | 60 285    | - %      |
| Всего голосов                      | 3 132 494 | 100,00 % |
| Явка                               | 92,40 %   | 92,40 %  |
| Источник: African Election Archive |           |          |